# Чєрна (округ Требишів)
Чєрна (словац. Čierna, угор. Ág-Csernő) — село, громада в окрузі Требишів, Кошицький край, східна Словаччина; традиційний (туристичний) регіон Долни Земплін
1. sitelinks-wikipedia|[d]]] (словац. Dolný Zemplín). Кадастрова площа громади — 4,244 км². Населення — 462 особи (за оцінкою на 31 грудня 2017 р.; 90 % — угорці, 8 % — словаки, 2 % — цигани).

## Історія
Вперше згадується 1214 року як Chernafolo.
1938—1944 рр під окупацією Угорщини.

## Географія
Село розташоване в південно-східній частині Східнословацької низини на висоті 101 м над рівнем моря.

## Населення
| Рік:            | 1994. | 2004.   | 2014.    | 2024.    |
| --------------- | ----- | ------- | -------- | -------- |
| Кількість осіб: | 437   | 416     | 467      | 420      |
| Різниця:        |       | -4,80 % | +12,25 % | -10,06 % |

| Рік:            | 2023. | 2024. |
| --------------- | ----- | ----- |
| Кількість осіб: | 420   | 420   |
| Різниця:        |       | +0 %  |

## Інфраструктура
В селі є бібліотека та футбольне поле.